# Mugen (köping i Kina, Guangxi)
Mugen (kinesiska: 木根镇, 木根) är en köping i Kina. Den ligger i den autonoma regionen Guangxi, i den södra delen av landet, omkring 180 kilometer öster om regionhuvudstaden Nanning. Antalet invånare är 43964. Befolkningen består av 21 451 kvinnor och 22 513 män. Barn under 15 år utgör 35 %, vuxna 15-64 år 55 %, och äldre över 65 år 9,0 %.
Genomsnittlig årsnederbörd är 2 243 millimeter. Den regnigaste månaden är maj, med i genomsnitt 363 mm nederbörd, och den torraste är oktober, med 38 mm nederbörd.